# Groupement central des forces armées soviétiques

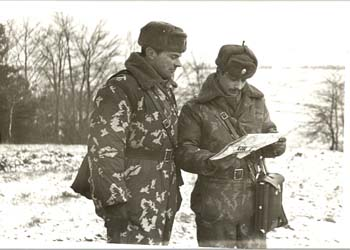
Officiers soviétiques au centre de formation de Libavá, région d'Olomouc, hiver 1985.

Le Groupement central (russe : Центральная группа войск) est la formation des forces armées soviétiques déployées en Europe centrale à deux reprises : en Autriche et en Hongrie de 1945 à 1955 et en Tchécoslovaquie après le printemps de Prague de 1968 jusqu'en 1991.

## Histoire
En 1989, il compte 70 000 militaires, auxquels s’ajoutent les 40 000 membres des familles des soldats. Environ 1 220 chars, plus de 2 500 véhicules blindés, près de 250 avions et hélicoptères, ainsi que des dizaines de milliers de tonnes de munitions été transportés vers l’Union soviétique lors du retrait terminé le 27 juin 1991[réf. non conforme].

### Sources
- Ihor Gawdiak, Czechoslovakia : a country study, Washington DC., Federal Research Division, Library of Congress, 1989 (lire en ligne)      "Research completed August 1987." Supersedes the 1982 edition of Czechoslovakia : a country study, edited by Richard F. Nyrop. The sections on the CGF is at pages 232, 233, and 234.